# Monica Lindberg
Hildur Monica Gertrud Lindberg, född 11 januari 1923 i Stockholm, död 17 juni 2006 i Skara, var en svensk skådespelare.

## Filmografi
- 1956 – Häxan
- 1956 – 7 vackra flickor
- 1957 – Gårdarna runt sjön
- 1958 – Bock i örtagård
- 1965 – Kattorna
- 1968 – Skammen
- 1971 – Dagmars heta trosor
- 1980 – Sverige åt svenskarna
- 1989 – The Hired Gun

## Teater

### Roller
| År   | Roll          | Produktion                                                              | Regi                 | Teater              |
| ---- | ------------- | ----------------------------------------------------------------------- | -------------------- | ------------------- |
| 1958 |               | Vid skilda bord (Separate tables) Terence Rattigan                      | Per-Axel Branner     | Riksteatern         |
| 1960 | Viney Tant Ev | Miraklet (The Miracle Worker) William Gibson                            | Per Gerhard          | Vasateatern         |
| 1963 | Kammarpigan   | Hus med dubbel ingång (Casa con dos puertas) Pedro Calderón de la Barca | Tore Karte           | Fredriksdalsteatern |
| 1964 |               | Den stora effekten (La grosse valise) Robert Dhery                      | Stig Ossian Eriksson | Idéonteatern        |
| 1967 |               | Skuggor (Swamp Creatures) Alan Seymour                                  | Kaj Ahnhem           | Marsyasteatern      |

### Regi
| År   | Produktion                     | Upphovsmän                                  | Teater         |
| ---- | ------------------------------ | ------------------------------------------- | -------------- |
| 1967 | Godot har kommit Godo je došao | Miodrag Bulatović Översättning Percy Ahnhem | Marsyasteatern |